# Javier Chevantón
Ernesto Javier Chevantón Espinosa, född 12 augusti 1980 i Juan Lacaze i Uruguay, är en uruguayansk fotbollsspelare som var anfallare för uruguayanska Liverpool.

## Karriär

### Danubio FC
Chevantón är en produkt av Danubios ungdomssystem, liksom sin tidigare landslagskamrat Álvaro Recoba. Under hans första säsong för Danubio 2000 gjorde Chevantón 33 mål på 30 matcher i ligan, vilket lockade europeiska klubbars talangscouter. En intervjuare informerade Chevantón sex matcher från säsongsslutet att han höll på att slå rekordet i antal mål under en och samma säsong.

### Flytten till Lecce
Till slut bestämde sig Chevantón för att flytta till italienska Lecce. Han gjorde 12 mål på 27 matcher, men trots det flyttades klubben ner till Serie B. Chevantón stannade dock med klubben och hjälpte dem flyttas upp till Serie A igen året därpå men 18 mål på 30 matcher. Under säsongen 2003/2004 blev han den fjärde meste målskytten i ligan med 19 mål.

### Monaco
Efter att ha blivit av med Fernando Morientes som återvände till Real Madrid efter att lånetiden hade gått ut, sökte Monacos tränare Didier Deschamps att förstärka klubbens anfall och lade ett bud på Chevantón. I juli 2004 flyttade Chevantón till klubben på en fri transfer. Han lyckades dock inte lika bra i Ligue 1 som i italienska ligan och hade skadeproblem under första säsongen hos Monaco. Efter få framträdanden spekulerades det mycket om hans framtid hos klubben men efter att ha återvänt från en knäoperation i mars 2005 gjorde Chevantón sju mål på de sju senaste matcherna.

### Sevilla
Början av Chevantóns första säsong hos Sevilla började dåligt, då han drabbades av en sträckning i ryggen som höll honom borta från spel under de första veckorna, men han gjorde fyra mål för klubben i Uefacupen mot Braga, Alkmaar, Sjachtar Donetsk och Grasshopper. Han gjorde även sitt första La Liga-mål genom en cykelspark mot Real Madrid 9 december 2006 vilket ledde till att man vann med 2–1. I det andra mötet med Real Madrid gjorde Chevantón återigen mål, denna gång på frispark.

### Lecce igen
Den 23 augusti 2010 värvades Chevantón av sin gamla klubb Lecce. Efter en säsong med Lecce flyttade Chevanton till Argentina för att representera Colón. Men efter en säsong med klubben återvände Chevantón för sin tredje sejour i Lecce, som just åkt ur Serie A.

## Landslaget
Gräl med Uruguays assisterande tränare har gjort att Chevantón inte spelat särskilt många matcher för landslaget. Han uteslöts ur landslagstruppen till kvalet till VM 2006 och Uruguay lyckades inte kvala in.